# 함안 조씨
함안 조씨(咸安趙氏)는 경상남도 함안군을 본관으로 하는 한국의 성씨이다.

## 역사
조선 현종 5년 갑진년(甲辰年:1664년)에 간행(刊行)된 함안 조씨 최초(最初)의 족보(族譜)인 《갑진보(甲辰譜)》에는 시조 조정(趙鼎)이 "신라원윤(新羅元尹)"으로 기록되어 있으나 영조 14년 무오년(戊午年:1738년)에 간행된 《무오보(戊午譜)》에는 "고려 대장군 원윤(元尹)"으로 수정(修正)되었다.

1979년 간행된 《기미보(己未譜)》에 따르면 
함안조씨(咸安趙氏)의 시조 조정(趙鼎)은 자(字)는 우보(禹寶), 호(號)는 모당(慕唐), 시호(諡號)는 충장(忠壯)이다. 중국 후당인(後唐人)으로 신라 말에 동생 부(釜)와 당(鐺)을 데리고 절강(浙江)사람 장길(張吉)과 함께 신라에 귀화하였다. 조정은 고려개국벽상일등공신(高麗開國壁上一等功臣)인 신숭겸(申崇謙), 배현경(裵玄慶), 복지겸(卜智謙), 권행(權幸) 등과 교분이 두터웠다고 한다. 그는 왕건(王建)을 도와 합천(陜川)에서 군대를 일으켰고, 931년(고려 태조 14년) 고창성(古昌城; 안동)에서 후백제 견훤군을 대파하여 동경주현(東京州縣)을 공략하여 장악하였으며 고려 통일에 큰 공을 세워 개국벽상공신(開國壁上功臣) 대장군(大將軍) 원윤(元尹)이 되었다. 후손들이 그를 시조로 삼고 함안(咸安)을 본관으로 세계를 이어오고 있다.

라고 기록하고 있다. 하지만 이러한 내용은 1926년 이장훈(李章薰)이 저술한 조선명신록(朝鮮名臣錄), 1927년 이병관(李炳觀)이 저술한 동국명현언행록(東國名賢言行錄)에 처음 나타난 내용으로 갑진보(甲辰譜), 무오보(戊午譜), 경자보(庚子譜), 을유보(乙酉譜)의 사대보(四大譜) 어디에도 실려있지 않으며 고려사열전(高麗史列傳)을 비롯한 고려 건국에 관한 역사기록 어디에도 찾을 수 없다.
《기미보(己未譜)》에 따르면 정(鼎)의 아들 간(幹)이 고려에서 중랑장(中郞將)을 지냈으며, 증손(曾孫) 시우(時雨)는 오위도령장(五衛都領將), 영준(英俊)은 형부상서(刑部尙書)를 지냈다. 6대 열(烈)은 광정대부정당문학(匡靖大夫政堂文學), 7대 희(禧)는 밀직사삼사좌윤(密直使三司左尹), 9대 천계(天啓)는 봉익대부판도판서(奉翊大夫版圖判書), 10대 열(悅)은 고려 공민왕때 공조전서(工曹典書)에, 안경(安卿)은 호조전서(戶曹典書)에, 11대 승숙(承肅)은 부여감무(夫餘監務)에 이르기까지 고려에서 대대(代代)로 고관대작(高官大爵)에 봉직(奉職)하였다고 한다.

## 분파
가선공파(嘉善公派),통판공파(通判公派), 충순공파(忠順公派), 사인공파(舍人公派), 고죽재공파(孤竹齋公派), 감찰공파(監察公派), 산원공파(散員公派), 참지공파(參知公派), 참판공파(參判公派), 어해공파(禦海公派), 집의공파(執義公派), 판결공파(判決公派), 사과공파(司果公派), 우후공파(虞侯公派), 내헌공파(耐軒公派), 대소헌파(大笑軒派), 남계공파(南溪公派), 절도사공파(節度使公派), 현감공파(縣監公派), 참봉공파(參奉公派), 소윤공파(少尹公派), 제학공파(提學公派), 덕곡공파(德谷公派), 전서공파(典書公派), 함경공파(咸鏡公派), 동계공파(東溪公派),부장공파(部將公派), 신당공파,지악공파,충의공파(忠毅公派), 두암공파,어모공파, 절도공파(節度公派),제상공파

## 과거 급제자
함안 조씨는 조선시대 문과 급제자 34명을 배출하였다.
고려 문과
조승숙(趙承肅)
문과
조강(趙講) 조경관(趙景觀) 조구식(趙龜植) 조권(趙權) 조근(趙根)
조녕(趙寧) 조림(趙琳) 조민식(趙民植) 조보인(趙寶仁) 조삼(趙參)
조성덕(趙性德) 조성익(趙性翼) 조성학(趙性鶴) 조순(趙舜) 조시원(趙時瑗)
조영규(趙瑩奎) 조영복(趙榮福) 조영세(趙榮世) 조완식(趙完植) 조욱(趙昱)
조유직(趙惟直) 조적(趙績) 조종례(趙從禮) 조준효(趙準孝) 조중명(趙重明)
조중직(趙重稷) 조중회(趙重晦) 조충식(趙忠植) 조형(趙珩) 조효동(趙孝仝)
조희룡(趙熙龍) 조희문(趙希文) 조희중(趙熙重) 조희하(趙希嘏)
무과
조개동(趙介同) 조경식(趙庚植) 조경행(趙景行) 조경화(趙景和) 조광찬(趙光鑽)
조기흥(趙起興) 조단(趙檀) 조덕일(趙德一) 조득립(趙得立) 조명득(趙明得)
조무남(趙武男) 조방식(趙邦植) 조백(趙) 조봉식(趙鳳植) 조사립(趙士立)
조서(趙溆) 조숙(趙鷫) 조숭(趙崇) 조시언(趙時彦) 조신도(趙信道)
조양(趙攘) 조영의(趙榮儀) 조예(趙藝) 조용식(趙龍植) 조위(趙𤦛)
조위(趙瑋) 조윤복(趙潤福) 조응도(趙凝道) 조의식(趙宜植) 조인경(趙仁慶)
조잠(趙潜) 조적(趙籍) 조정기(趙廷基), 조종도(趙宗道), 조종신(趙宗信) 조중립(趙仲立)
조중지(趙重池) 조즙(趙濈) 조풍식(趙豊植) 조학중(趙學中) 조현(趙玹)
조후창(趙後昌)
생원시
조건(趙湕) 조광심(趙光心) 조기영(趙基永) 조림(趙琳) 조물(趙勿)
조병규(趙昺奎) 조복대(趙復大) 조봉규(趙鳳奎) 조상변(趙相抃) 조상언(趙相彦)
조상적(趙相迪) 조선(趙渲) 조성규(趙星奎) 조성로(趙性魯) 조성민(趙性敏)
조성진(趙星鎭) 조성협(趙性恊) 조순(趙舜) 조승섭(趙昇燮) 조시섭(趙始燮)
조영록(趙榮祿) 조영복(趙榮福) 조영세(趙榮世) 조용우(趙鏞禹) 조운(趙澐)
조원갑(趙源甲) 조은식(趙恩植) 조응정(趙應玎) 조종도(趙宗道) 조종식(趙鍾植)
조중태(趙重台) 조지린(趙之藺) 조천규(趙天奎) 조철규(趙喆奎) 조충식(趙忠植)
조표(趙滮) 조함세(趙咸世) 조함장(趙咸章) 조항겸(趙恒謙) 조현규(趙顯珪)
조형(趙珩) 조횡(趙澋)
진사시
조감(趙堪) 조경진(趙景鎭) 조관국(趙觀國) 조구식(趙龜植) 조권(趙權)
조기억(趙基億) 조기용(趙基鏞) 조단(趙端) 조동호(趙銅虎) 조련(趙漣)
조면규(趙冕奎) 조명규(趙明奎) 조민식(趙敏植) 조상진(趙相震) 조석규(趙奭奎)
조선(趙𤂿) 조성설(趙性卨) 조성순(趙性純) 조성익(趙性益) 조세근(趙世瑾)
조순(趙舜) 조숭(趙崇) 조시원(趙時瑗) 조시침(趙時琛) 조연(趙淵)
조영(趙泳) 조영보(趙榮保) 조영석(趙榮祏) 조영제(趙榮禔) 조영휴(趙榮休)
조용팔(趙鏞八) 조용호(趙鏞昊) 조우식(趙瑀植) 조원규(趙元奎) 조원규(趙元奎)
조원식(趙元植) 조유관(趙惟寬) 조윤(趙倫) 조윤묵(趙潤默) 조익(趙釴)
조일(趙鎰) 조중직(趙重稷) 조중철(趙重喆) 조진원(趙進源) 조춘경(趙春慶)
조택(趙澤) 조평(趙平) 조학식(趙鶴植) 조함영(趙咸英) 조형(趙珩)
조홍진(趙弘鎭) 조후룡(趙後龍) 조후진(趙厚鎭) 조흥규(趙興奎) 조희안(趙希顔)

## 집성촌
- 경상남도 함안군 군북면 원북리
- 경상남도 함안군 가야면 도항리
- 경상남도 함안군 군북면 하림리
- 경상남도 함안군 군북면 동촌리
- 경상남도 함안군 산인면 운곡리
- 경상남도 진주시 일반성면 개암리
- 경상남도 남해군 남해읍 입현리
- 경상남도 김해시 한림면 안곡리
- 경상남도 밀양시 부북면 용지리
- 전라남도 고흥군 동일면 봉영리
- 전라남도 곡성군 석곡면 석곡리
- 전라남도 곡성군 죽곡면 봉정리
- 전라남도 완도군 금일읍 화목리
- 전북특별자치도 남원시 산동면 태평리
- 전북특별자치도 임실군 덕치면 회문리
- 충청남도 보령시 웅천면 구룡리
- 대구광역시 군위군 우보면 나호리
- 대구광역시 북구 학정동
- 경상북도 예천군 지보면 지보리
- 경상북도 의성군 옥산면 실업리
- 경상북도 청송군 현동면 창양리
- 경상북도 청송군 현동면 인지리
- 경상북도 청송군 안덕면 명당리
- 경상북도 청도군 풍각면 안산리
- 황해도 송화군 율리면

## 항렬자
- 대동항렬

| 21세   | 22세   | 23세     | 24세   | 25세     | 26세   | 27세     | 28세   | 29세     | 30세     | 31세   | 32세   | 33세     | 34세     | 35세   | 36세     | 37세     | 38세   | 39세   | 40세     | 41세   | 42세     | 43세   | 44세     | 45세   | 46세     | 47세   | 48세     | 49세   | 50세     |
| ------ | ------ | -------- | ------ | -------- | ------ | -------- | ------ | -------- | -------- | ------ | ------ | -------- | -------- | ------ | -------- | -------- | ------ | ------ | -------- | ------ | -------- | ------ | -------- | ------ | -------- | ------ | -------- | ------ | -------- |
| 영(榮) | 중(重) | 口진(鎭) | 태(泰) | 口식(植) | 성(性) | 口규(奎) | 용(鏞) | 口제(濟) | 口래(來) | 현(顯) | 재(在) | 口흠(欽) | 口수(洙) | 동(東) | 口환(煥) | 口배(培) | 종(鍾) | 한(漢) | 口근(根) | 형(炯) | 口균(均) | 호(鎬) | 口순(洵) | 병(秉) | 口현(炫) | 기(基) | 口석(錫) | 영(泳) | 口수(洙) |

## 인구
- 2000년 259,196명
- 2015년 282,890명